# SBS 외주작가 투신 자살 사건
SBS 외주작가 투신 자살 사건은 2008년 8월 28일 발생한 대한민국의 투신 자살 사건이자, 의문사 사건으로, 8월 28일 새벽 2시 40분 서울 양천구 목동서로 161에 있는 SBS 방송 센터 사옥에서 야근 중이던 외주 작가 김 모씨(당시 22세)가 동 건물 옥상에 올라가 투신 자살한 사건이다.
당시 그는 긴급출동 SOS 24 프로그램에 보조 작가로 참여하고 있었다. 그러나 그의 동료 및 지인들은 그의 사망 원인을 몰랐거나, 알더라도 진술하지 않아 경찰은 업무 스트레스에 의한 자살로 추정하였고, 정확한 투신 동기나 원인은 밝혀지지 않았다. 서울양천경찰서 측은 ‘자살’로 김씨의 사망 이유를 전했으며 자살 원인에 대해서는 ‘과도한 업무로 인한 스트레스’로 잠정 추정하였다. 당시 한국방송작가협회에서는 사고 소식을 접하고도 별다른 대응이 없어서 시청자와 네티즌들의 항의를 받기도 했다. 김모 작가가 왜 투신 자살했는지 정확한 원인은 밝혀지지 않고 있다.
또한 신입작가, 신입 방송계 종사자들이 적은 인원에 야근에, 휴일 근무 등 격무에 시달림당하면서도, 2017년 당시 기준 최저시급을 1개월분으로 계산한 금액보다 낮은 임금대를 받는 것도 알려지게 되었다. 해당 작가에 대한 순직처리나 산재처리 여부도 확인되지 않고 있다.

## 투신 직전
김모 작가는 프리랜서 작가로 전라북도 고창 출신이며, 서울특별시로 올라와서 작가로 생활하였고, 외주업체 소속이었다. 김모는 2008년 1월 공중파 프로그램을 제작해 납품하는 외주 제작사 K미디어에 입사하여 근무하였다.2008년 6월경 SBS 방송사의 프로그램 촬영에 참여하였다. 그는 사건 당시에는 SBS 방송 프로그램 긴급출동 SOS의 촬영에 보조작가로 참여했는데, 직전에는 '출발 모닝와이드'에서 약 5개월 정도 촬영에 참여하였다. 그는 SBS의 한 심야 프로그램을 외주제작하는 곳에 소속된 직원이었다. 프리랜서 작가인 그는 해당 프로그램에 합류한 것으로 전해졌다. SBS 관계자는 "함께 일하던 동료들은 숨진 김씨가 일을 마치고 잘 헤어진 뒤 왜 자살했는지 모르겠다"라고 밝혔다.

## 경과
2008년 8월 27일 김모 보조작가는 당시 목동 사옥 22층에 있는 프로그램 사무실에서 야근을 하였다. 근무 중 발생한 사건이지만 그는 순직처리도, 산재처리도 불명확하다.
8월 28일 오전 2시 30분경 작가 김모는 다른 작가, 프로듀서, 연출 등의 방송인력 및 다른 보조인력보다 앞서 목동 SBS 방송 센터 사옥 내의 사무실을 나갔다. 그는 본사 사옥 23층에서 뛰어내렸다. 다른 이들은 작가 김모가 일찍 퇴근하는 것으로 여겼지만, 얼마 뒤 쿵 소리가 나자 다른 직원들이 현장에 달려갔고 그녀가 쓰러져 있는 것을 방송사의 발견, 119에 신고했고, 다른 목격자는 경찰에 신고했다. 당시 그녀는 이미 사망한 상태였다. 사망 당시 그녀는 청바지에 파란색 계열의 상의를 입고 있었다. 이때 경찰에 신고한 신고자 유모(24) 씨는 "갑자기 `쿵'하는 소리가 들려서 SBS 건물 옆으로 가 봤더니 청바지에 남색 티셔츠를 입은 한 여성이 바닥에 쓰러져 숨져 있어 119에 신고했다"고 밝혔다.
8월 28일 양천경찰서에 접수되어 수사가 진행되었다. 함께 근무 중인 연출자와 조연출·보조작가는 경찰 조사에서 "김씨가 먼저 퇴근했다고 생각했다"고 진술했다. 당일 신문, 언론과의 인터뷰에서 양천경찰서 수사과 형사1팀에서 밝힌 자살 동기는 과중한 업무 부담에서 오는 스트레스였다 한다. 경찰은 김모 작가의 언니 등 가족과 일부 지인을 상대로도 탐문수사를 하였다.
SBS 서울방송 측 관계자는 신문기자들의 취재에 "아직 어떤 이유에서 투신을 했는지는 밝혀지지 않았지만 유감"이라고 밝혔다.

## 사망 원인 추정
서울양천경찰서 측은 잠정적으로 김모 작가의 사인을 '자살'로 보고, 당일 대 언론 인터뷰에 스트레스로 인한 자살로 추정된다고 밝혔다.
일하다가 뛰어내렸지만, 그의 동료들은 숨죽였다. 그의 정확한 자살 원인은 알려져 있지 않다. 또한 그가 왜 자살하려 했는지 누군가에게도 밝히지 않았고, 현장에는 사건을 짐작할 유품이나 유서도 발견되지 않았다.
그의 삼촌은 연합뉴스와 통화에서 "어렸을 때 아버지를 여의었는데 의지가 강한 애라서 자살할 이유가 없다"면서도 "업무가 너무 많아 힘들다는 얘기는 친언니와 주변 동료들에게 여러 차례 했다고 한다"고 밝혔다. 그의 언니는 경찰 진술에서 회사를 자주 옮긴 것과, 업무 스트레스로 추정된다고 밝혔다. 그밖에 다른 목격자가 있을 것으로 추정되지만, 당시 주변 건물의 다른 목격자(추정)의 존재에 대해서는 알려지지 않았다.

### 열악한 근무 환경과 여건
이 사건을 계기로 방송가에서 보조 작가의 실상에 대해 이런저런 말들이 나왔으나, 곧 묻혀졌다. 일부 본사 직원들의 하도급 방송사나 하도급업체 직원들에 대한 갑질, 선임자의 후임자에 대한 갑질과 멸시, 업무 진행 과정에서의 폭언과 욕설, 구타 등의 다양한 설과 증언이 인터넷에 일시적으로 흘러나오기도 했다.
언론의 취재 결과 보조작가의 열악한 사정이 일부 알려지게 되었다. 경향신문사 기자의 신입 방송PD, 신입 작가 등에 대한 인터뷰 결과 적은 인원에 격무에 시달림당하는 것이 공개되었다. 경향신문사 기자의 신입 방송PD, 신입 작가들을 대상으로 조사한 결과, "보조작가는 일을 배워야 하기 때문에 ‘섭외’ ‘테이프 프리뷰’ ‘자료 조사’ 등을 맡는다. 일의 업무도 뚜렷하게 나뉘어 있지 않기 때문에, 시시때때 처리해야 할 일도 많다. 프로그램을 만들기 위한 기획회의에 참여하려면 아이디어도 짜내야 한다."는 것이다. 여기에 계속된 격무와 열악한 근무 환경도 밝혀졌다. 신입 방송직원들은 "1주일에 보통 6일을 일하지만, 주말이라고 쉴 수 있는 것은 아니다. 프로그램 방송을 앞두고는 집에 갈 틈도 없기 때문에 사무실에서 숙식을 해결해야 한다. 1주일에 일하는 날이 6일이 기본이고, 쉬는 날에도 부지기수로 사무실에 나가야 한다. 새벽에 집에 들어가 잠깐 잠을 자고, 다시 사무실로 나가는 삶의 반복이다."라는 사정이 알려졌다.
이어 "그렇게 1년 정도 일을 배워야 프로그램의 꼭지를 만드는 서브작가로 입봉할 수 있다. 예능과 교양 할 것 없이 보조작가는 비슷하게 생활한다. 방송일을 한 지 3년 된 한 작가는 익명으로 경향신문과의 인터뷰에서 “막내 때는 다 힘든데, 특히 테이프 프리뷰하는 일이 가장 어렵다”면서 “나도 60분짜리 테이프 44개를 이틀 밤을 새워서 프리뷰한 적이 있는데, 그때는 정말 힘들었다”고 전했다. 산술적으로 테이프 44개를 다 보려면 44시간이 걸리는 셈이다. 젊은 나이에 죽음을 선택한 김모 작가가 생활했던 제작 환경은 주변 작가 사이에서도 힘들기로 소문이 날 정도였으니, 그 강도가 어떠했을지 예상할 수 있다."는 것이다.

## 논란

### 최저시급에 미치지 못하는 저임금, 열정페이 문제
경향신문 기자는 그러한 보조기자의 열악한 급여 수준도 확인하고 언론에 보도했다. "보조작가는 그렇게 일하고 보통 70만~80만 원 정도의 월급을 받는다. 방송사나 외주 제작사의 상황에 따라 100만 원 이상을 받는 곳도 있다."는 것이다. 이때 초보 작가, PD들이 받는 1년 연봉은 연봉은 840~960만원이 평균이고, 최고액은 1200만원 정도로 계산된다.
2017년의 대한민국 법적 최저 시급은 6,470원이고, 하루 최저시급의 30일분인 월급은 5대 보험과 근로소득세를 떼기 전인 세전 액수는 135만 2,230원이 된다. 김모 작가의 죽음으로 일부 대한민국 방송업계 종사자들의 열악한 임금 수준에 대한 것도 함께 수면위로 떠올랐다.

### 한국방송작가협회의 대응
‘한국방송작가협회’에서는 막내 작가의 죽음 이후에도 별다른 행동을 보이지 않았다. 한국방송작가협회나 관련 단체 등에서는 아무런 반응이 없었다. 그의 죽음을 일부 작가, 네티즌들이 대한민국의 양대 노총 게시판에 올렸지만 곧 묻혀졌다.
협회의 게시판에는 “이렇게 조용한 것은 무슨 뜻인가요” “방송작가협회는 왜 있는 겁니까” 등 작가들의 원성이 높아지고 있다. 한 방송작가는 한국방송작가협회 게시판에 “후배는 선배들이 바꿔주길 바란다. 사실 선배들이 바꿔야 하는 게 맞다. 하지만 선배들은 무섭고 짜증나는 것이다”라고 밝혔다.

## 기타
이 사건이 알려지면서 SBS의 해당 프로그램 게시판에는 “남들을 구제할 것이 아니라 먼저 자기 식구부터 챙겨라”라는 비판의 글이 쏟아졌다. SBS 방송국 홈페이지와 독자게시판, 쪽지, 문자 등으로 항의가 날아들었고, 한국방송작가협회에도 항의전화나 문자가 가기도 했다. 다른 작가들 중에는 그의 죽음을 두고 “죽을 용기가 있으면 차라리 사표를 쓰고 다른 일을 하지 왜 죽었냐”, “그 작가가 힘들었을 때 보듬어줄 동료만 있었어도…”라는 아쉬움을 드러내기도 했다. 그러나 사건은 곧 묻혀졌고, 2017년에도 tvN 방송국의 PD이자 조연출인 이한빛이 격무로 인한 스트레스로 투신 자살하였다.
김모 작가의 투신 자살 전, 미국에서도 비슷한 사건이 발생하였다. 2007년 11월 4일부터 미국작가협회가 판권 지분을 두고 제작자와 마찰을 빚었고, 작가들은 끝내 파업에 들어갔다. 그 결과 미국 프로그램을 수입해서 케이블 방송, 일반 방송 등에 공급하던 대한민국과 일본 등 외국의 방송사들에도 영향을 미쳤다. 당시 대한민국에 수입, 상영 중이던 ‘그레이 아나토미’ ‘히어로즈’ ‘프리즌 브레이크’ ‘로스트’ ‘CSI 마이애미’ ‘CSI 뉴욕’ 등 한국에서 방송되던 드라마를 재방송으로 메우기 시작하였다. 일부 배우까지 파업에 동조하면서 미국작가협회의 파업은 14주간이나 계속됐다. 판권 지분을 높이고, 작가의 최저 원고료를 3 ~ 3.5% 인상하는 것으로 미국작가협회의 파업은 마무리됐다.

## 같이 보기
- 산업 재해
- 갑질 / 을질 / 역 갑질
- 직권남용
- 전태일
- 심리적 학대
- 과로 자살
- 노력
- TvN 조연출 자살 사건